# Signore e signori, buonanotte
Signore e signori, buonanotte è un film collettivo satirico italiano del 1976, scritto e diretto da Age, Benvenuti, Comencini, De Bernardi, Loy, Maccari, Magni, Monicelli, Pirro, Scarpelli e Scola, riuniti nella Cooperativa 15 maggio. I titoli di coda sono stati disegnati da Alfredo Chiappori, mentre la colonna sonora è stata pubblicata dalla RCA Italiana in formato LP (RCA SP 8058).
Il titolo del film è una citazione della frase pronunciata dalle signorine buonasera, ossia delle annunciatrici della Rai dell'epoca, al termine del palinsesto giornaliero. Si tratta della parodia, talvolta greve, di un'immaginaria giornata televisiva, con spot, inchieste giornalistiche, sceneggiati, TV dei ragazzi e un telegiornale (un TG3 che all'epoca ancora non esisteva), a fare da filo conduttore. La satira è indirizzata verso la politica corrotta, l'esercito, la Chiesa, la televisione, di cui vengono denunciati i mali attraverso una loro rappresentazione esasperata, grottesca e paradossale.

## Trama
Il conduttore di un immaginario TG3, Paolo T. Fiume, riporta nell'arco della regolare tabella del palinsesto le notizie più incredibili e surreali, flirta con la sua giovane assistente, interrompe la trasmissione per un vivace "confronto" con i vertici aziendali, lancia servizi filmati nei quali svolge anche l'incarico d'inviato (come l'intervista ad un ministro corrotto che, accusato d'appropriazione indebita per svariati miliardi, si rifiuta di dimettersi sostenendo il suo diritto al poter influenzare a proprio favore il corso delle indagini, appellandosi in sua difesa al fatto che ne sarebbe legittimato dal suo elettorato, oppure un'inchiesta sul lavoro minorile in cui, effettuando un sopralluogo in un'officina nella Capitale, intervista un nano con famiglia a carico spacciatosi per minore poiché, a suo dire, soltanto i ragazzini riescono a rimediare lavoro) e presenta in esclusiva degli inserti quali, ad esempio, il filmato diffuso dai rapitori dell'avvocato Agnelli, nel quale il rapito, riportando la richiesta del favoloso riscatto preteso dai suoi sequestratori, dispone che venga racimolato trattenendo alcune giornate di paga e gli assegni famigliari e della cassa integrazione a tutti i suoi operai poiché - sostiene con assoluta fermezza - la FIAT è come una grande famiglia, anzi la sua vera autentica famiglia. 
Il telegiornale viene intervallato dai seguenti programmi:
- Una lingua per tutti - La lezione d'inglese. Televisione didattica. Un'insolita lezione di lingua, in cui dapprima l'insegnante recita i nomi delle varie parti del suo corpo in inglese, fino a mostrare anche seno e natiche nudi, per poi, mostrando una stanza ad un affittuario elencandone le varie parti come prima, si ritrova ad assistere ad un attentato dell'uomo, in realtà un agente della CIA, a un dignitario nero davanti a un'ambasciata africana. Ma anche l'insegnante si rivela essere un agente segreto, membro di un'agenzia di spionaggio rivale, che elimina così il collega.
- La bomba. Telefilm. Una stazione di polizia viene evacuata per il sospetto che vi sia una bomba; ma, quando l'artificiere dell’Esercito scopre che è un falso allarme, i vertici della polizia non vogliono ammettere l'errore, perché hanno constatato come l'episodio stia migliorando la considerazione delle forze dell'ordine nell'opinione pubblica e non sono disposti a rovinare tutto. Si procurano quindi un vero ordigno esplosivo, ma questo esplode prima che possano lasciare l'edificio causando la loro morte.
- Una città allo specchio - Trittico napoletano
  - Sinite parvulos. Film-inchiesta. A Napoli, il vescovo premia le famiglie numerose. Viene premiato anche un bambino che è costretto a lavorare per mantenere gli otto fratelli perché la madre è ammalata e il padre disoccupato. Egli, dopo essere tornato a casa, dinanzi ad un'ennesima giornata di tribolazioni e rinunce fin troppo gravose per qualcuno della sua età, alla fine si suicida gettandosi dal balcone.
  - Mangiamo i bambini. Intervista. In diretta successione al film-inchiesta, viene mandata in onda un'intervista all'esimio sociologo Professor Schmidt (figura reminiscente nei modi quella del grottesco Professor Kranz, uno dei cavalli di battaglia del Paolo Villaggio televisivo), affinché possa dire la sua sul triste problema della povertà a Napoli sollevatovi dal servizio; per tutta risposta, il professor Schmidt punta il dito su ciò che ritiene esser l'insito sovrappopolamento cittadino, proponendovi dunque quale sua soluzione, di fronte all'incredula ed attonita interlocutrice (Gabriella Farinon), l'idea di produrre e consumare la carne di tutti i bambini "in eccesso" della città, riprendendo cosí una vecchia "proposta" avanzata dallo scrittore Jonathan Swift in un suo celebre scritto satirico (citato testualmente dal professore) riguardante lo stato d'indigenza in cui viveva la popolazione irlandese nel XVIII secolo.
  - Da malata a convalescente. Tavola rotonda. Paolo T. Fiume fa da moderatore con quattro degli ultimi amministratori di Napoli, curiosamente tutti con lo stesso cognome, Lo Bove, per una tavola rotonda incentrata sulle difficoltà e problematiche in cui verserebbe il capoluogo campano, ma ai quali non riesce dapprima a rivolgere alcuna domanda da parte dei telespettatori, perché sono solo una sequela d'insulti nei loro confronti, e poi alle sue, in quanto gli rispondono con farfugliamenti ed elaborate risposte evasive, quasi al limite del nonsenso; alla fine, tutt'e quattro perdono il controllo e s'avventano sul modellino planimetrico in torrone della città per poterselo divorare, riuscendo  addirittura, mentre il giornalista cerca di calmarli, a rubargli l'orologio.
- Il generale in ritirata. In attesa di sfilare alla testa delle sue truppe in una parata della Nato, un serio e taciturno generale stradecorato espleta i suoi bisogni fisici in un gabinetto, ma il malfunzionamento dello sciacquone dà inizio a un incredibile crescendo di inconvenienti tragicomici, che culmina nella perdita delle decorazioni giù per lo scarico; disperato, e con un suo sottoposto che periodicamente lo manda a chiamare in vista della loro entrata imminente, all'alto papavero non resta che suicidarsi con la propria arma d'ordinanza.
- L'ispettore Tuttumpezzo. Televisione dei ragazzi. Narrato in rima passo passo da una voce fuori campo, un'integerrima fiamma gialla napoletana, chiamato Tuttunpezzo proprio a riprova della sua ferrea etica, si reca nella villa d'un faccendiere per arrestarlo, siccome gli graviterebbe sul capo un mandato di cattura, ma il padrone di casa vi sta tenendo proprio in quel momento una festa e, per un'insolita e quasi surreale catena d'eventi, il solerte agente non solo non riesce a svolgere il proprio dovere, ma si ritrova a fargli addirittura da cameriere.
- Il personaggio del giorno. Reportage giornalistico. Un giornalista segue nell'arco d'una intera giornata la vita di Menelao Guardabassi, un pensionato milanese costretto a ricorrere agli espedienti più ingegnosi per poter sopravvivere con la sua misera pensione di trentaduemila lire al mese, ma che ciononostante sostiene sempre di non avere nulla da lamentarsi, almeno finché il giornalista non gli nomina il filetto, facendolo cosí crollare psicologicamente.
- Il Disgraziometro. Quiz. In un cinico gioco a premi condotto da un presentatore il cui invito ai telespettatori è "Malinconia!", vince chi è afflitto dal maggior numero di disgrazie. Dei tre concorrenti, il primo dichiara di aver ricevuto un miliardo di lire e di averle perse sul treno, viene squalificato perché "fesso", non disgraziato. La seconda afferma di essere una "vedova vergine". A vincere è però il terzo concorrente, che rimane fulminato nel premere il pulsante della sua cabina.
- Il Santo Soglio. Sceneggiato. Nel '500, i cardinali Piazza-Colonna e Canareggio sono disposti a tutto per ascendere al soglio pontificio; il secondo ha addirittura avvelenato il cardinal Pizzuti, l'ultimo papa, con un veleno talmente potente da provocare un precoce colliquamento dei tessuti. Dopo aver tentato invano di ottenere il voto del povero e moribondo Felicetto de’ Cessati Spiriti, cardinale delli Caprettari, anziano prelato affetto da numerose e bizzarre malattie ed accudito da Edvige, un'ex prostituta ora al suo servizio, durante il conclave ottengono lo stesso numero di voti e cominciano a eliminare fisicamente i cardinali che credono abbiano sostenuto l'avversario, restando però sempre in parità in un conclave nel quale regnano trame tra opposte fazioni. Per interrompere la carneficina, il cardinale decano propone di eleggere al soglio qualcuno mite nel carattere e che non abbia molto da vivere, un papa di transizione, ed entrambi pensano subito a Felicetto de li Caprettari. Ma quando viene annunciata la grande notizia al moribondo, questi appena incoronato si ristora immediatamente rivelando che il suo stato di salute era solo una finzione, portata avanti per dieci anni, secondo un piano accuratamente architettato proprio per arrivare a quel risultato. La sua prima azione come pontefice è quella di far arrestare e giustiziare entrambi i cardinali che aspiravano a quella carica.
- La cerimonia delle cariatidi. All'inaugurazione dell'Anno Pregiudiziario, i massimi rappresentanti dello Stato e della Chiesa (tra cui è riconoscibile una figura che richiama l'allora presidente della Repubblica Giovanni Leone), cardinali e militari, uomini assai anziani e malandati, si scatenano improvvisamente in una tarantella napoletana, sulle note di Funiculì funiculà. 
La giornata si conclude con un appassionato bacio tra il conduttore e la giovane assistente che annunciano poi al pubblico la fine delle trasmissioni col consueto commiato "Signore e signori, buonanotte".

## Curiosità

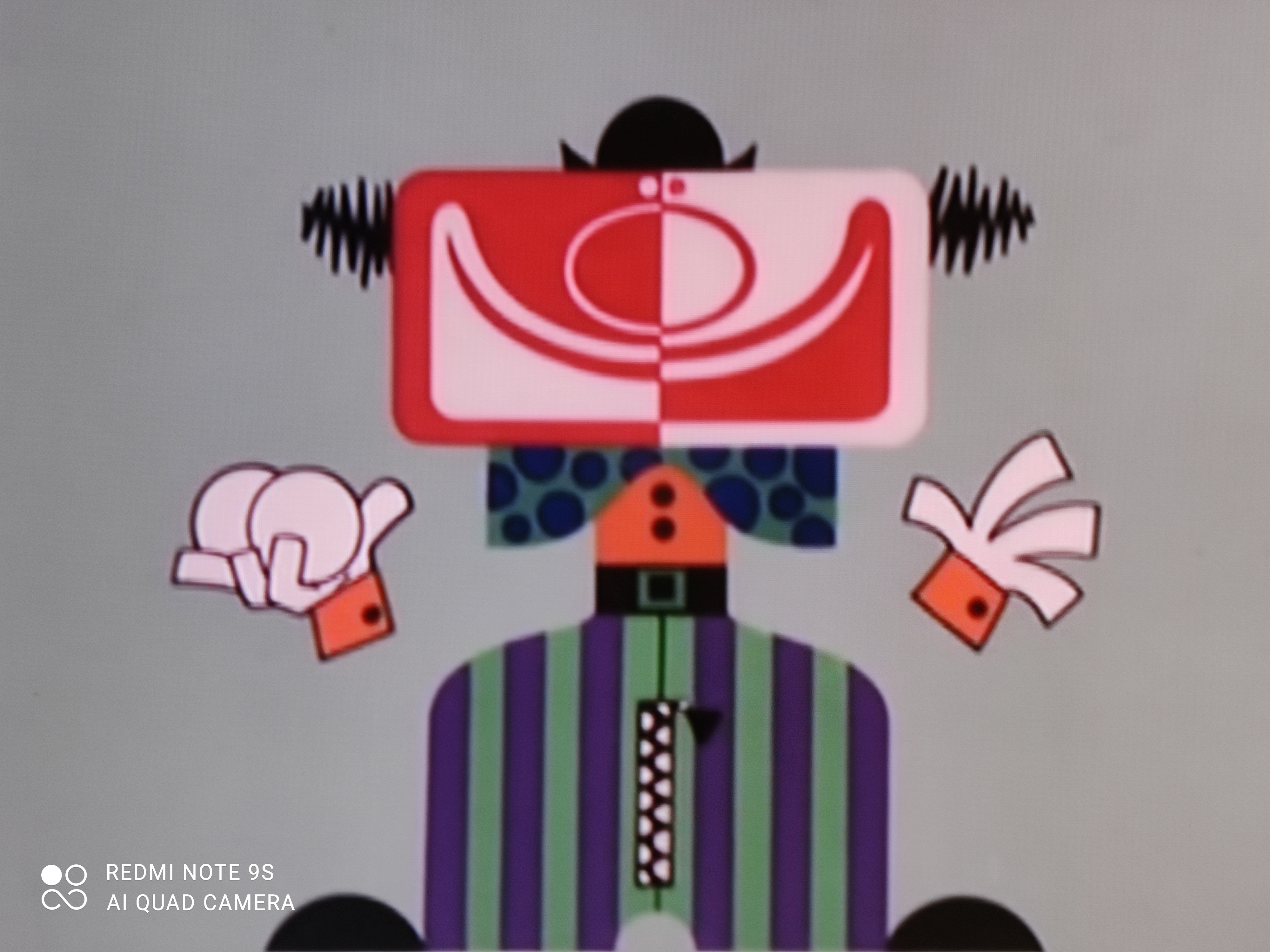
Il clown giocoliere che introduce i due "intermezzi pubblicitari" del film, tra cui lo sketch del bambino in bici con il padre, parodia dello spot della SAI in onda in quegli anni all'interno di Carosello

- L'episodio Santo Soglio, diretto da Luigi Magni e con Nino Manfredi per protagonista, si ispira a fatti storici realmente accaduti: l'improvvisa morte di Papa Urbano VII il quale, essendo deceduto a soli 12 giorni dall'inizio del suo pontificato, fece sospettare in molti che fosse stato avvelenato; l'aspra lotta del cardinale Gasparo Contarini, dimostratosi ben disposto a corrompere e sbarazzarsi dei rivali, per ascendere al soglio durante il conclave che poi portò all'elezione di Papa Paolo III; ed infine le elezioni dei Papi Sisto V e Gregorio XIV i quali, secondo la tradizione, si finsero entrambi gravemente malati così da farsi eleggere Papa di transizione per acquietare le violenti dispute tra i cardinali elettori per poi, una volta eletti, affermare d'essere guariti miracolosamente e quindi governare come pontefici legittimi[1].
- Nell'episodio del pensionato, quando Tognazzi si reca all'ambulatorio per farsi fare l'iniezione, una anziana signora chiede a un vicino di fila "Ma chi è? Il federale!", quasi a riconoscere l'invecchiato Tognazzi nel ruolo che aveva interpretato tanti anni prima.
- La sigla animata del quiz Il disgraziometro, che riecheggia quella del Rischiatutto, è stata realizzata da Sandro Lodolo.

## Critica
- Per il Dizionario Mereghetti, è una satira che nelle intenzioni doveva essere spietata e che «di fatto graffia tuttora, anche se gli episodi sono di vario livello».[2] Per il Dizionario Morandini il film, malgrado i nomi coinvolti, «non [è] superiore alla media».[3]
- Alberto Pezzotta, sul Corriere della Sera, nel presentare l'edizione DVD del film, a distanza di oltre trent'anni dall'uscita nelle sale, lo definisce «una satira violentissima del Belpaese dell'epoca», un cinema «puntuale, coraggioso e provocatorio» da rimpiangere.[4]

## Distribuzione home video
Il film fa il suo primo approdo nell'home video in Italia soltanto il 20 maggio 2009, con un'edizione in DVD curata dalla 01 Distribution. In precedenza era disponibile solo in paesi stranieri, tra cui la Grecia e la Russia.

## Galleria d'immagini

Il professor Schmidt (Paolo Villaggio)
Il pensionato (Ugo Tognazzi)
Felicetto de li Caprettari (Nino Manfredi), in bianco, tra i porporati Piazza-Colonna (Mario Scaccia) e Canareggio (Sergio Graziani)
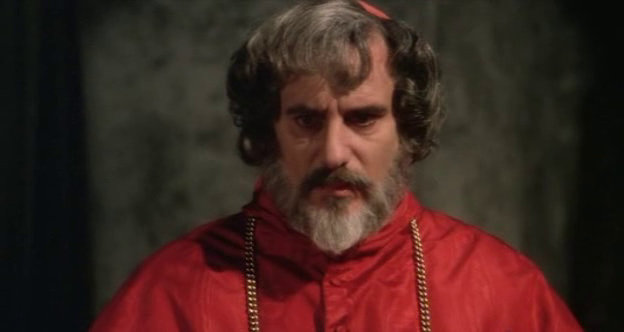
Il cardinale Canareggio (Sergio Graziani)
Il cardinale Piazza-Colonna (Mario Scaccia)
Il cardinale decano (Franco Scandurra)
L'assistente (Monica Guerritore)